# 히가시이케부쿠로역
히가시이케부쿠로역(일본어: 東池袋駅、ひがしいけぶくろえき)
(영어: Higashi-ikebukuro Station)은 일본 도쿄도 도시마구에 있는 도쿄 지하철 유라쿠초 선의 철도역이다. 유라쿠초 선 역 번호는 Y-10이다.
이 문서에는 도쿄 도 교통국 아라카와 선의 정류장인 히가시이케부쿠로 4초메 정류장(일본어: 東池袋四丁目停留所, ひがしいけぶくろよんちょうめていりゅうじょ)에 대한 내용도 포함한다.

## 타는 곳

### 도쿄 지하철
| 1 | ○ 유라쿠초 선 | 나가타초·신키바방면                   |
| 2 | ○ 유라쿠초 선 | 이케부쿠로·와코 시·신린코엔·한노 방면 |

### 도쿄 도 교통국(히가시이케부쿠로 4초메 정류장)
- 상대식 2면 2선

## 역세권 정보
- 선샤인 60
- 수도고속5호 이케부쿠로 선

## 인접역
| 도쿄 도 교통국 노면전차 아라카와 선 | 도쿄 도 교통국 노면전차 아라카와 선 | 도쿄 도 교통국 노면전차 아라카와 선 |
| ----------------------------------- | ----------------------------------- | ----------------------------------- |
| 무코하라 미노와바시 방면            | ■ 아라카와 선                       | 도덴 조시가야 와세다 방면           |
| 도쿄 메트로 8호선                   |                                     |                                     |
| Y09 이케부쿠로 와코시 방면          | 유라쿠초 선                         | Y11 고코쿠지 신키바 방면            |